# Vincent Cavanagh
Vincent Cavanagh (Liverpool, UK, 29. kolovoza 1973.) engleski je pjevač i gitarist najpoznatiji kao osnivač i jedini stalni član britanskog rock-sastava Anathema. 

## Životopis
Vincent je postao pjevač Anatheme nakon odlaska Darrena "Daz" Whitea iz grupe nakon EP-a Pentecost III. Također je počeo svirati klavijature kada se sastav prebacio s doom metala na stil koji je bliži ambijentalnoj glazbi i progresivnom rocku. Koautor je nekoliko pjesama Anatheme, kao što su "Memento Mori", "Restless Oblivion", "The Beloved", "Re-Connect", "Deep", "Pitiless", "Judgement", "Emotional Winter", "Leave No Trace", „Underworld“, „Balance“ i „Thin Air“.
Oko 1998. do 1999. Vincent je bio član sastava Valle Crucis. Objavili su EP Three Adorations na kojem je pjevao i svirao gitaru.
Godine 2010. Vincent se pridružio francuskom rock-sastavu Devianz u studiju kako bi pjevao i napisao gudački aranžman za pjesmu s njihovog drugog albuma.
Mlađi je brat drugog gitarista Anatheme Dannyja Cavanagha, koji je s njim osnovao sastav tijekom ranih 1990-ih. Također je blizanac Jamieja Cavanagha, bivšeg basista Anatheme. Treutno živi u Parisu.

## Samostalna karijera
Nakon što je Anathema pauzirala s radom 2020., Vincent se odlučio usredotočiti na svoj samostalni projekt The Radicant. 

## Diskografija
Anathema
- The Crestfallen (1992.)
- Serenades (1993.)
- Pentecost III (1995.)
- The Silent Enigma (1995.)
- Eternity (1996.)
- Alternative 4 (1998.)
- Judgement (1999.)
- A Fine Day to Exit (2001.)
- A Natural Disaster (2003.)
- Hindsight (2008.)
- We're Here Because We're Here (2010.)
- Falling Deeper (2011.)
- Weather Systems (2012.)
- Distant Satelites (2014.)
- The Optimist (2017.)